# Escobedia crassipes
Escobedia crassipes är en snyltrotsväxtart som beskrevs av Francis Whittier Pennell. Escobedia crassipes ingår i släktet Escobedia och familjen snyltrotsväxter. Inga underarter finns listade i Catalogue of Life.